# Історія Демократичної Республіки Конго
Регіон, що є тепер Демократичною Республікою Конго, був вперше заселений близько 80 000 років тому. Королівстві Конго розташовувалося на цих землях між 14-м і початком 19 століть. Бельгійська колонізація почалася, коли король Леопольд II заснував Вільну державу Конго, корпоративну державу, якою керував безпосередньо король. Звіти про поширені вбивства та катування на каучукових плантаціях призвели до того, що бельгійський уряд перейняв управління Конго від Леопольда II і створив Бельгійське Конго. Під бельгійським правлінням в колонію прибули  численні християнські організації, які хотіли вестернізувати конголезький народ.
Після народного повстання, Бельгія згодилася на незалежність Конго в 1960 році. Однак, Конго залишився нестабільним, оскільки лідери племен мали більшу владу, ніж центральний уряд. Прем'єр-міністр Патріс Лумумба намагався відновити порядок за допомогою Радянського Союзу в рамках «холодної війни», змусивши Сполучені Штати підтримати переворот, очолюваний полковником Джозефом Мобуту в 1965 році. Мобуту швидко скористався повною владою над Конго і перейменовав країну в Заїр. Він прагнув африканізувати країну, змінивши своє ім'я на Мобуту Сесе Секо, і вимагав, щоб африканські громадяни змінювали свої західні імена на традиційні африканські назви. Мобуту прагнув придушити будь-яку протидію його правлінню, що йому вдавалося протягом 1980-х років. Однак, коли його режим був ослабленим на початку 1990-х років, Мобуту змушений був піти на компроміс уряду з опозиційною партією. Мобуту залишився главою держави і обіцяв вибори на найближчі два роки, що ніколи не відбулося.
У Першій Конголезькій війні, Руанда вторглась в Заїр, повалила Мобуту. Лоран-Дізер Кабіла пізніше взяв владу і перейменував країну в Демократичну Республіку Конго. Після розчарування, яке принесло правління Кабіли, виникла Друга Конголезька війна, куди було втягнуто багато африканських держав. Кабіла був вбитий його охоронцем в 2001 році, а його син Йосип згодом замінив його, і пізніше був обраний президентом в 2006 році. Кабіла прагнув добитися миру, закінчивши епоху війн в Африці. Кілька років солдати мали залишатися в Конго, і було створено коаліційний владний уряд Кабіли та опозиційної партії. Пізніше Кабіла відновив повний контроль над Конго і був переобраний на спірних виборах 2011 року. Сьогодні Конго залишається небезпечно нестабільним.

## Рання історія

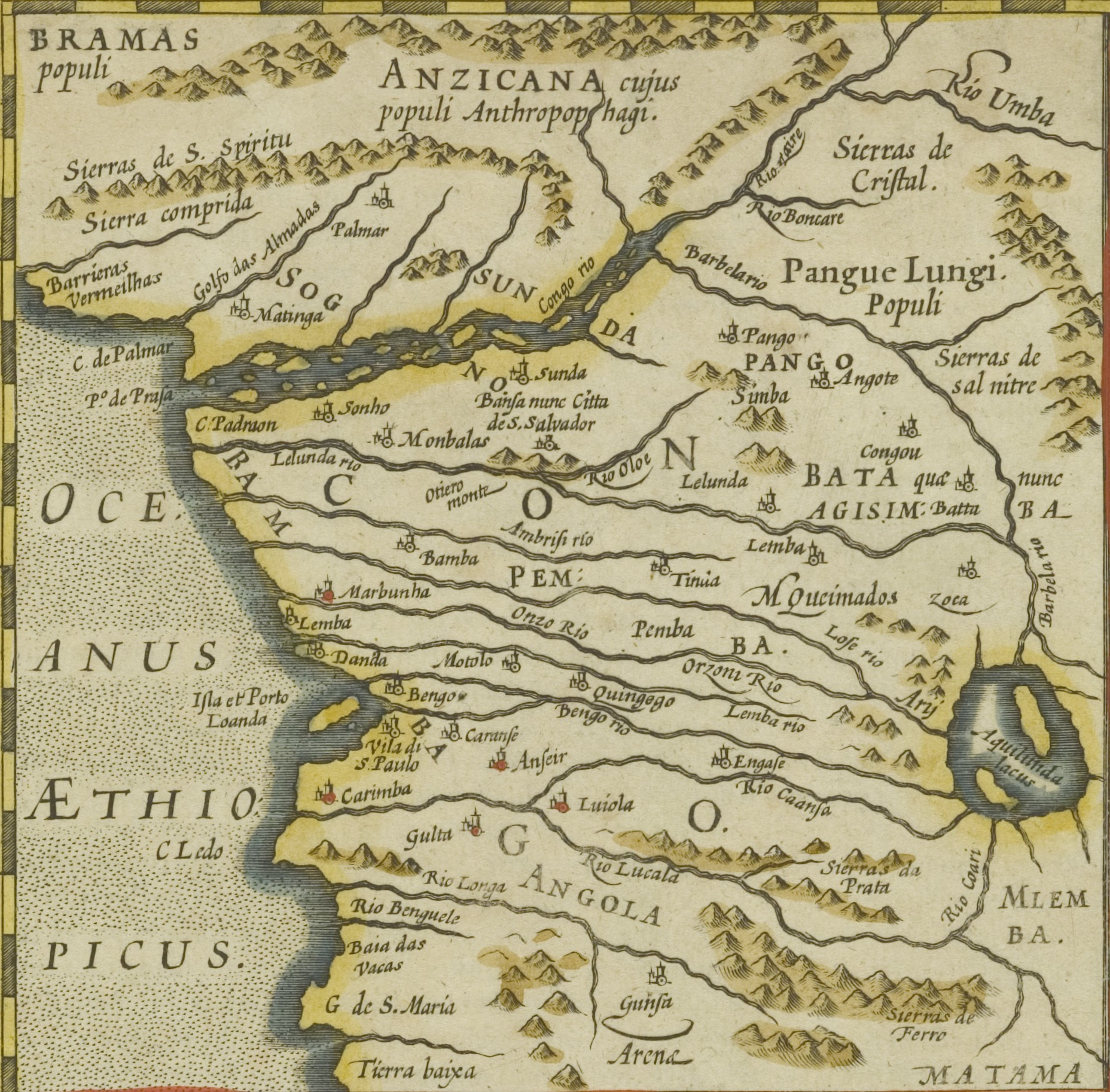
Карта Королівства Конго

Територія, нині відома як Демократична Республіка Конго була заселена ще в 80 000 років тому, про що свідчить відкриття гарпуну Семлікі у 1988 році у Катанді, (одного з найстаріших гарпунів, що коли-небудь використовувалися), для ловлі гігантського річкового сома. Протягом її історії, територія була також відома як Конго, вільна держава Конго, Бельгійське Конго і Заїр. Королівство Конго було могутнім утворенням, яке існувало між 14-м і початку 19-го століття. Воно було домінуючою силою в регіоні поряд з імперіями народів луба, лунда і монго до прибуття португальців. Другим по значущості було королівство Анзіку. Північніше розташовувалося потужна держава Бакуба.

## Колоніальне панування

### Вільна Держава Конго (1885—1908)

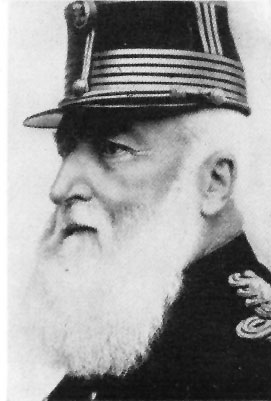
Леопольд II

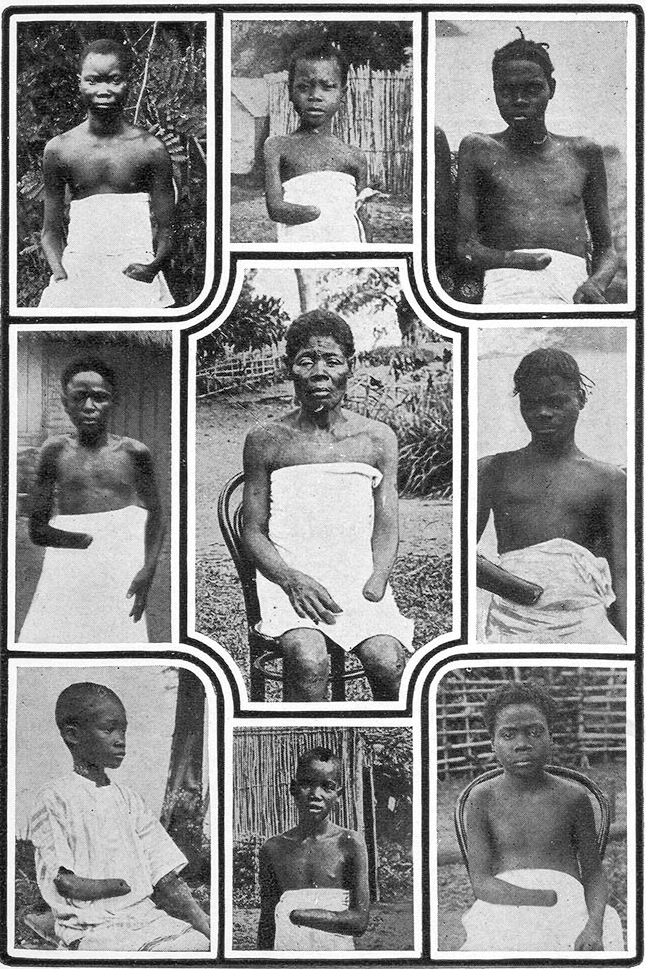
Покалічені діти під час правління короля Леопольда II

Вільна держава Конго була корпоративною державою негласно контрольованою Бельгією Леопольда II через міжнародну  Африканську Асоціацію, неурядову організацію. Леопольд був єдиним її акціонером і головою. Держава включала в себе всю область сучасної Демократичної Республіки Конго. За адміністрації Леопольда II, вільна держава Конго стала місцем одного з найбільш ганебних міжнародних скандалів на рубежі двадцятого століття. Доповідь британського консула Роджера Казмену призвела до арешту та покарання білих чиновників, які несли відповідальність за холоднокровні вбивства під час експедиції з збору гуми в 1900 році, включаючи і одного бельгійського громадянина, яка викликала розстріл щонайменше 122 конголезьких тубільців. Оцінки загальної кількості жертв різко коливаються. За відсутності перепису, перший було зроблено в 1924 році, ще важче кількісно визначити втрату населення цього періоду. Знаменитий звіт 1904 року Роджера Казмену оцінював десять мільйонів людей. Згідно зі звітом Казема, війна, голодування, скорочення народжуваності та тропічних захворювань спричинили значну депопуляцію країни. Європейські та американські прес-служби викрили умови життя у вільній державі Конго в 1900 році. До 1908 року громадський та дипломатичний тиск змусив Леопольда II приєднати Конго до колонії Бельгійської Конго.

### Бельгійське Конго (1908-60)
15 листопада 1908 року король Бельгії Леопольд II офіційно відмовився від особистого контролю над Вільною державою Конго. Перейменований бельгійський Конго був поставлений безпосередньо під управління бельгійського уряду та його міністерства колоній.
Бельгійського управління Конго було засноване на «колоніальній трійці» — державі, місіонерстві та приватних інтересах компаній. Привілейованість бельгійських комерційних інтересів означала, що великі капітали потекли в Конго і що окремі регіони стали спеціалізованими. У багатьох випадках інтереси уряду та приватного підприємництва були тісно пов'язані і держава допомагала компаніям придушувати страйки та усувати інші бар'єри, застосовувані корінним населенням. Країна була розділена на регіони, ієрархічно організовані в адміністративні підрозділи, і вони виконувалися розпорядження відповідно до встановленої «національної політики» (politique indigène) — на відміну від англійців та французів, які загалом виступали за систему непрямого правління, за яким традиційні лідери були збережені на посадах влади під колоніальним наглядом. Був також високий ступінь расової сегрегації. Велика кількість білих іммігрантів, які переселилися до Конго після закінчення Другої світової війни, з'явилися через соціальний спектр, але, тим не менше, вони завжди були особами з вищим статусом від темношкірих.
Протягом 1940-х і 1950-х років Конго зазнав безпрецедентного рівня урбанізації, а колоніальна адміністрація розпочала різні програми розвитку, спрямовані на перетворення території на «модельну колонію». Помітні досягнення були досягнуті при лікуванні захворювань, таких як африканський трипаносомоз. Одним з результатів цих заходів було створення нового середнього класу європеїзованих африканських «évolué» у містах. До 1950-х років в Конго була робоча сила із заробітною платою вдвічі більшою, ніж в будь-якій іншій африканській колонії. Багаті природні ресурси Конго, у тому числі уран — більша частина урану, що використовується американською ядерною програмою під час Другої світової війни, була конголезькою, викликала значний інтерес до регіону як від Радянського Союзу, так і від Сполучених Штатів, коли розвивалась «холодна війна».

## Незалежність і криза в Конго (1960-65)
Після заворушень в Леопольдвілі між 4-7 січня 1959 року, і Стенлівілі 31 жовтня 1959 року, бельгійці зрозуміли, що вони не зможуть зберегти контроль над такою величезною країною в умовах зростання вимог надання незалежності. Бельгійські та конголезькі політичні лідери провели круглий стіл у Брюсселі, починаючи з 18 січня 1960 року. Наприкінці Конференції 27 січня 1960 року було оголошено про проведення виборів в Конго 22 травня 1960 року і повну незалежність, надано 30 червня 1960 р. Конго дійсно отримала незалежність 30 червня 1960 р., прийнявши назву «Республіка Конго» (Republique du Congo). Оскільки французька колонія Середнього Конго (Моєн-Конго) також вибрав назву Республіка Конго після отримання своєї незалежності, ці дві країни більш широко відомі як Конго-Леопольдвілль та Конго-Браззавіль, після їх столичних міст. Президент Мобуту змінив офіційну назву країни на Заїр в 1971 році, це слово походить від португальської мови, і адаптоване з конголезькими словами нзере (nzere) або нзаді (nzadi) («річка, яка ковтає всі річки»).
У 1960 році країна перебувала у дуже нестабільному стані. Регіональні лідери племен, мали набагато більшу владу, ніж центральний уряд і з від'їздом бельгійських адміністраторів майже не залишилося кваліфікованих бюрократів. Перший конголезький випускник університету з'явився лише в 1956 році, і мало хто в новій державі мав уявлення про те, як управляти країною такого розміру.
Парламентські вибори 1960 року обрали націоналіста Патріса Лумумбу прем'єр-міністом та прозахідного Йозефа Касавубу, президентом новоствореної Республіки Конго.
Навіть від цього швидкоплинного моменту незалежності демократія почала розвиватися. 5 липня 1960 року в столиці вибухнув військовий заколот конголезьких солдатів проти своїх європейських офіцерів і розпочалися масові пограбування. 11 липня 1960 р. найбагатша провінція країни, Катанга, відійшла під владу Мойсе Тшембе. Організація Об'єднаних Націй направила 20 000 миротворців для захисту європейців у країні та намагалася відновити порядок. Західні парамілітарні структури та найманці, найчастіше найняті гірничодобувними компаніями для захисту своїх інтересів, також почали проникати в країну. У цей же період друга найбагатша провінція Конго, Касаї, також оголосила про свою незалежність 8 серпня 1960 року.
Прем'єр-міністр Лумумба звернувся до СРСР за допомогою. Микита Хрущов погодився допомогти, пропонуючи сучасну зброю і технічних радників. У США розглядали Радянську присутність як намагання скористатися ситуацією і придбати нові держави-сателіти в Субсахарській Африці. Силам ООН було наказано блокувати будь-які поставки зброї в країну. Сполучені Штати також шукали спосіб замінити Лумумбу в якості лідера. Президент Касавубу зіткнулися з прем'єр-міністром Лумумбою і виступав за союз із Заходом, а не з Радянським Союзом. США відправили зброю і кадрових співробітників ЦРУ, щоб допомогти союзним військам Касавубу і боротьби з Радянською присутністю. 14 вересня 1960 США і ЦРУ підтримали полковника Жозеф Мобуту і допомогли йому скинули уряд і заарештувати Лумумбу.
17 січня 1961 року Мобуту відправив Лумумбу до Елізабетвілля (нині Лубумбаші), столиці Катанге. При присутності преси він був побитий і змушений з'їсти копії власних виступів. Протягом наступних трьох тижнів його не бачили і нічого про нього не чули. Тоді Катангське радіо оголоситло, що правдоподібно він утікаючи був вбитий деякими селянами. Насправді він був замучений і вбитий разом з двома соратниками незабаром після його прибуття. Незабаром стало ясно, що його вбили під вартою. У 2001 році в бельгійському розслідуванні було встановлено, що його було застрелено жандармами в присутності бельгійських офіцерів.
У Стенлівілі, лояльні поваленому Лумумбі створити конкуруючу влада під керівництвом Антуана Гізенги, яка тривала з 31 березня 1961 року, поки він був реінтегрований 5 серпня 1961 року. Після деяких невдач, ООН і Конголезькі урядові війська вдалося відвоювати бунтівні провінції Південну Касаї 30 грудня 1961 року, і Катангу 15 січня 1963 року.
Нова криза вибухнула після повстання Сімба в 1964—1965, в ході  якого половина країни була захоплена повстанцями. Європейські найманці, американські та бельгійські війська були покликані Конголезьким урядом, щоб придушити повстання.

## Заїр (1965-97)

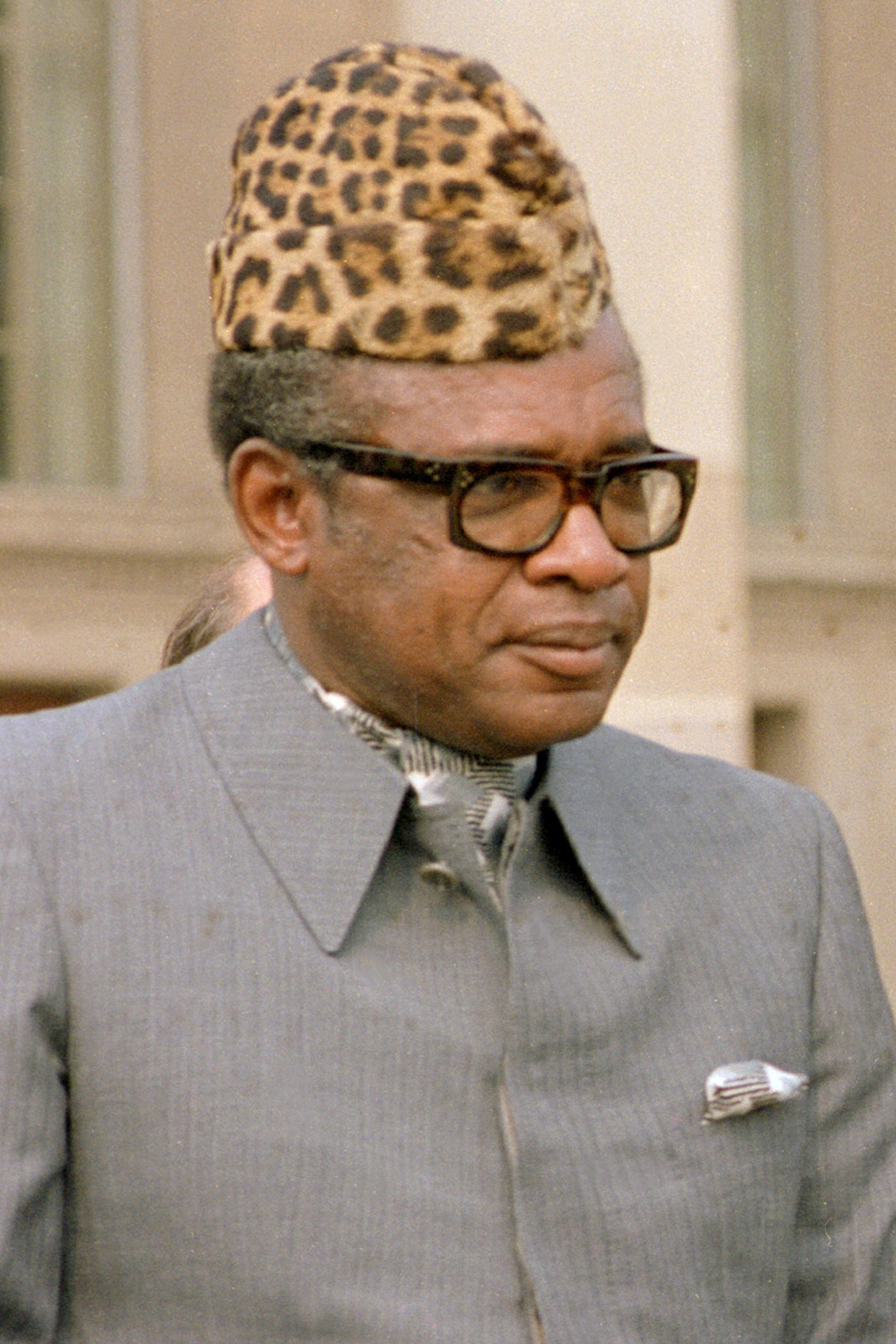
Мобуту Сесе Секо

Заколоти і повстання переслідували уряд до листопада 1965 року, коли генерал-лейтенант Мобуту, (потім головнокомандуючий національної армії, що захопила владу в країні)  оголосив себе президентом на п'ять років. Мобуту швидко зміцнив свою владу і був одноголосно обраний президентом в 1970 році. Мобуту перейменував країну в Республіку Заїр в 1971 році і вимагав від громадян взяти африканські імена і відмовлятися від французьких. Відносний мир і стабільність зберігався до 1977 і 1978, коли катангські повстанці, які базувалися в Анголі, запустили серію вторгнень в область Шаба (Катанга). Заколотники були вигнані з допомогою бельгійських десантників.
Заїр залишався однопартійною державою в 1980-х роках. Хоча Мобуту вдалося зберегти контроль протягом цього періоду, проте опозиційні партій, в першу чергу, Союз за демократію та соціальний Прогрес (СДСП), зберігали активність. Спроби Мобуту придушити ці групи наштовхнулись на значну міжнародну критику.
З кінцем Холодної війни, внутрішній і зовнішній тиск на Мобуту збільшився. В кінці 1989-на початку 1990 року режим Мобуту був ослаблений рядом внутрішніх протестів, загостренням міжнародної критики стосовно свого режиму, був звинувачений у недотримання прав людини, слабкості економіки і корупції в уряді, особливо у масових розкраданнях державних коштів для особистого користування.
 У квітні 1990 року, Мобуту оголосив  створення третьої Республіки, погодившись на обмежену багатопартійну систему з виборами і Конституцією. Оскільки деталі пакету реформ були відкладені, солдати у вересні 1991 року почалося пограбування Кіншаси в знак протесту проти невиплати зарплат. Дві тисячі французьких і бельгійських військ, деякі з яких були доставлені літаками ВПС США, прибули для евакуації 20 000 іноземців з Кіншаси.[джерело?]
У 1992 році, після попередніх подібних спроб, була проведена давно обіцяна Суверенна національна конференція, яка охоплювала понад 2000 представників різних політичних партій. Конференція наділила себе законодавчим мандатом, а її головою обирано архієпископа Лорана Монсенгво, а також Етьєн Тшікеді ва Малумба, лідера UDPS, як прем'єр-міністр. До кінця року Мобуту суперничав за владу з власним прем'єр-міністром. Наслідком патової ситуації стало компромісне злиття двох урядів у Вищу раду Республіканського-Парламенту Перехідного періоду (HCR-PT) у 1994 році, з Мобуту — главою держави та Кенго Ван Дондо її прем'єр-міністром. Незважаючи на те, що президентські та парламентські вибори неодноразово планувалися протягом наступних двох років, вони ніколи не відбулися.  [джерело?]

## Громадянські війни (1996—2003)

### Перша Конголезька війна (1996-97)
У 1996 році напруженість в сусідній Руанді, війна і геноцид перекинулися в Заїр: див. історію Руанди. Руандійські сили ополчення хуту (інтерахамве), які втекли з Руанди після того як тутсі-очолили уряд, використовували табори біженців у східному Заїрі в якості основи для вторгнення проти Руанди. Ці сили ополчення хуту в союзі з Заїрськими збройними силам (ЗЗС), розпочали кампанію проти Конголезьких Тутсі в східному Заїрі. У свою чергу, ці тутсі сформували ополчення, щоб захищатися від нападів. Коли Заїрський уряд почав нагнітати вбивства в листопаді 1996 року, ополченці тутсі підняли повстання проти Мобуту.
До міліції тутсі незабаром приєдналися різні опозиційні групи і її підтримали кілька країн, включаючи Руанду і Уганду. Ця коаліція під керівництвом Лорана-Дезіре Кабіли стала відома під назвою Альянс Демократичних сил по звільненню Конго-Заїру (AFDL). AFDL, який шукав більш широку мету витіснення Мобуту, на початку 1997 року зробив значні військові зусилля. До них незабаром приєдналися різні заїрські політики, які безуспішно протистояли диктатурі Мобуту протягом багатьох років і тепер побачили можливість вторгнення в Заїр. Після невдалих мирних переговорів між Мобуту і Кабілою у травні 1997 року Мобуту залишив країну, а Кабіла 20 травня вирушила до Кіншаси. Кабіла проголосив себе президентом, об'єднав владу навколо себе і AFDL, і повернув назву країни — Демократична Республіка Конго.

### Друга Конголезька війна (1998—2003)
Кабіла не проявив здатності вирішувати проблеми своєї країни і втратив своїх союзників. Щоб врівноважити сили і вплив Руанди в демократичній Республіці Конго, військові Уганди спровокували створення ще одного повстанського руху під назвою рух за звільнення Конго (MLC), під проводом диктатора Конго Жан-П'єр Бемба. Вони розпочали напади в серпні 1998 року, за підтримки Руандійських і Угандійський військ. Незабаром після цього, Ангола, Намібія та Зімбабве встановили військову присутність в Конго, за підтримки урядів Анголи і Зімбабве. У той час, як шість африканських країн, втягнутих у війну, уклали угоду про перемир'я в Лусаці в липні 1999 року, режим припинення вогню протримався лише протягом місяця. Кабіла був убитий в 2001 році одним зі своїх охоронців і до влади прийшов його син, Джозеф. Вступивши на посаду, Кабіла молодший закликав до багатосторонніх мирних переговорів, щоб покласти кінець війні. Кабіла зумів добитись часткового успіху уклавши мирну угоду з Угандою і Руандою, що передбачала виведення іноземних військ.
Угандійці і MCL продовжували утримують 320 км. смугу в північній частині країни; Руандійські сили і контрольоване ними Конголезьке об'єднання за демократію (RCD) контролює більшу частину Сходу, і урядові війська та їх союзники контролюють території на Заході та півдні країни. З'явилися повідомлення, що конфлікт затягується як прикриття для великого розкрадання значних природних ресурсів в країні, в тому числі алмазів, міді, цинку і колтану. Конфлікт знову розгорівся в січні 2002 року в результаті міжетнічних зіткнень на Північному Сході. Уганда і Руанда  відправили туди нові війська. Переговори між Кабілою і повстанськими лідерами, що відбулася в Сан-Сіті розпочалися в квітні 2002 року і тривали шість тижнів. У червні сторони підписали мирну угоду, згідно якої Кабіла мав поділитися владою з колишніми повстанцями. До червня 2003 року всі іноземні війська, окрім руандійських були виведені з Конго. Незначна частина населення Конго уникнула впливу збройного конфлікту. Опитування, проведене в 2009 році показує, що три чверті (76 %) опитаних людей були зачеплені наслідками збройних конфліктів.
Реакція міжнародного співтовариства була неспівмірною з масштабами катастрофи, яку спричинила війна в Конго. Хоча підтримка політичних і дипломатичних зусиль для припинення війни була відносно сталою, але вона не робила жодних дієвих кроків, щоб виконати неодноразові обіцянки щодо вимог про відповідальність за військові злочини і злочини проти людяності, які регулярно відбуваються в Конго. Рада Безпеки Організації Об'єднаних Націй і генеральний секретар ООН неодноразово засуджували порушення прав людини і гуманітарну катастрофу, породжену тривалими конфліктами. Але вони проявили мало волі для визначення долі відповідальності окупаційних властей за звірства, що відбувалися в районах, які знаходилися під їх контролем, де власне і відбулося найгірше насильство в країні. Отже, Руанда як і Уганда, уникнули будь-яких істотних санкцій за їх роль в цих конфліктах.

## Період правління Жозефа Кабіли

### Перехідний уряд (2003-06)
ДРК отримала перехідний уряд у липні 2003 року ще до виборів. Конституція була схвалена виборцями і 30 липня 2006 року в Конго відбулися перші багатопартійні вибори з моменту здобуття незалежності в 1960 році. Після цього Джозеф Кабіла отримав 45 % голосів, а його суперник Жан-П'єр Бемба — 20 %. Це стало причиною сутичок між двома політичними таборами  20-22 серпня 2006 року на вулицях столиці Кіншаси. Шістнадцять людей загинули, перш ніж поліцейські ООН і місії МООНДРК взяли під контроль місто. Нові вибори відбулися 29 жовтня 2006 року. Кабіла переміг з 70 % голосів. Бемба публічно прокоментував виборчі «порушення», незважаючи на те, що нейтральні спостерігачі оцінили вибори позитивно. 6 грудня 2006 року перехідний уряд припинив діяльність і Жозеф Кабіла був приведений до президентської присяги.
У грудні 2011 року, Жозеф Кабіла був переобраний на другий термін в якості президента. Після того, як результати були оголошені 9 грудня, відбулися заворушення в Кіншасі і Мбужі-Майї, де офіційний підрахунок показав, що переважна більшість проголосували за кандидата від опозиції Етьєна Тшісекеді. Офіційні спостерігачі від Картер-Центру повідомили, що дані з 2000 виборчих дільниць у районах, де підтримка Тшісекеді була сильною, були загублені і не включені в офіційні результати. Вони охарактеризували вибори як такі що не заслуговують довіри. 20 грудня, Кабіла був приведений до присяги на другий термін, пообіцявши інвестувати в розвиток інфраструктури і громадських послуг. Однак, Тшісекеді заявив, що результат виборів був нелегітимним і заявив, що він має також має намір прийняти президентську присягу.
На 19 січня 2015 року спалахнули протести організовані студентами з університету Кіншаси. Протести почалися після оголошення про плани закону, який би дозволяв Кабілі залишатися при владі до тих пір, поки національна буде проведено перепис населення (вибори були заплановані на 2016). У середу 21 січня зіткнення між поліцією і протестуючими призвели до смерті принаймні 42 протестуючих (хоча уряд стверджував, що усього 15 чоловік були вбиті).
Аналогічно, у вересні 2016 року, бурхливі протести були зустрінуті жорстокими діями співробітниками поліції та солдатів Республіканської гвардії. Опозиційні групи заявляють про 80 загиблих, у тому числі і вбивство студентського профспілкового лідера. З понеділка 19 вересня жителі Кіншаси, а також жителі інших регіонів Конго були змушені залишатись у своїх домівках. Поліція арештовувала всіх, хто співчував опозиції, а також і простих перехожих. Державна пропаганда, на телебаченні, і секретні урядові групи на вулицях виступали проти опозиції, а також іноземців. Президентський мандат мав тривати до 19 грудня 2016 року. Було заплановано більше демонстрацій до цієї дати. Опозиційні групи стверджували, що результатом пізніх виборів буде громадянська війна.
Маман Сідіку, Генеральний секретар і спеціальний представник в Демократичній Республіці Конго і керівник MONUSCO, сказав, що переломний момент у напрямку до неконтрольованого насильства може статися дуже швидко, якщо політична ситуація не нормалізується.

## Воєнний конфлікт з Руандою (2023)
27 липня 2023 року війська Руанди атакували Демократичну республіку Конго. За інформацією агенції Reuters, армія Демократичної республіки Конго заявила, що сили оборони Руанди перетнули конголезький кордон, напали на прикордонні сили безпеки, посиливши напруженість між африканськими сусідами. Подальші зіткнення дозволили Збройним силам Конго дати відсіч руандійським терористам, які вчинили провокацію.